# مهدی گلشنی
مهدی گلشنی (زادهٔ ۱۳۱۷، اصفهان و فارغ التحصیل دبیرستان ادب  )، فیزیک‌دان و نظریه‌پرداز ایرانی، پژوهشگر فلسفه علم، مترجم، استاد بازنشسته دانشگاه صنعتی شریف، عضو سابق شورای عالی انقلاب فرهنگی، و عضو پیوسته فرهنگستان علوم ایران است. او از برگزیدگان همایش چهره‌های ماندگار در عرصهٔ فیزیک و برندهٔ کتاب سال جمهوری اسلامی ایران است. وی همچنین عضو هیئت امنای جایزه «فریدون منصوری» در نظریه ریسمان است.

## زندگی
مهدی گلشنی تحصیلات مقدماتی را در دبیرستان ادب اصفهان گذراند و دیپلم خود را با معدل ۱۶/۵ گرفت  و بعد از عزیمت به تهران، در سال ۱۳۳۹ موفق به گرفتن مدرک لیسانس از دانشگاه تهران در رشته فیزیک شد. سپس به منظور ادامه تحصیل رهسپار ایالات متحده آمریکا شد و در سال ۱۳۴۸ هـ. ش از دانشگاه برکلی آمریکا در رشته فیزیک با گرایش ذرات بنیادی به درجهٔ دکتری نائل آمد.
همزمان با اتمام تحصیل در آمریکا، به ایران بازگشت و در دانشگاه صنعتی آریامهر با رتبه استادیاری به تدریس پرداخت و در سال ۱۳۶۴ در همان دانشگاه، به رتبهٔ استادی ارتقاء یافت. وی به زبان‌های فارسی، عربی و انگلیسی تسلط دارد و به هر سه زبان دارای تألیفات متعدد است. گذشته از دانش فیزیک که رشتهٔ تخصصی اوست، گلشنی در عرصهٔ الهیات و پژوهش‌های دینی و نیز در زمینهٔ مطالعات تطبیقی میان دو حوزهٔ «علم و دین» صاحب‌نظر است و به عنوان بنیان‌گذار گروه فلسفهٔ علم دانشگاه شریف شناخته می‌شود. وی برگزیدهٔ همایش چهره‌های ماندگار در عرصهٔ فیزیک و برندهٔ دو جایزهٔ کتاب سال جمهوری اسلامی ایران است. در سال ۱۳۹۰ کتاب «جشن‌نامهٔ دکتر مهدی گلشنی» به مناسبت بزرگداشت مقام علمی وی از سوی فرهنگستان علوم جمهوری اسلامی ایران به چاپ رسید.

## نظرات
مهدی گلشنی یکی از مدافعان سر سخت نظریه علم دینی است و از دیدگاه کسانی که علم اسلامی را قبول ندارند؛ انتقاد می‌کند. به نظر گلشنی علم هم در مرحله نظر و هم در مرحله عمل تحت تأثیر پیش فرض‌های دینی و متافیزیکی است. او از ایده علم مقدس یا علم اسلامی دفاع می‌کند. گلشنی اعتقاد دارد که میان دین و علم رابطه‌ای وجود دارد. او بر این باور است که علم نیز نوعی پرستش و عبادت در میان دیگر پرستش‌ها و عبادات است. چنانچه دین و علم هر دو قصد دارند ما را به تحقیق و پژوهش در آثار خداوند فراخوانند. وی موضوع تنظیم دقیق در قوانین فیزیکی را به عنوان شاهدی بر وجود طراح و ناظمی با قصد برمی‌شمارد؛ و بر این باور است که علم به تنهایی انسان را به تعالی نمی‌رساند بلکه به دین و متافیزیک نیز در این سیر نیاز است.

### مناقشه‌ها
گفته شده که ادعای گلشنی دربارهٔ بردن جایزه تمپلتون دروغ است و این بنیاد اعلام کرده گلشنی هرگز جایزه‌ای در این بنیاد نبرده‌است. همچنین، گلشنی متهم به تلاش برای اخراج برخی استادان منتقد او است. دکتر مهدی گلشنی در سال ۱۹۹۵ میلادی در مرکز الهیات و علوم طبیعی برکلی (CTNS) جایزهٔ درس علم و دین بنیاد تمپلتون را دریافت کردند. همچنین شایعهٔ دوم هم تکذیب شده‌است.

### انتقاد از وضعیت دانشگاه‌های ایران
مهدی گلشنی در سخنرانی بهمن ماه ۹۶ در دانشگاه صنعتی شریف که آن را وصیت نامه علمی خود خوانده، صراحتاً هشدار داد که دانشگاه در حال سقوط است، بی‌کیفیتی در دانشگاه را فریاد زد، از مقاله‌محوری شدیداً انتقاد کرد و سیاست‌هایی مانند جذب دانشجوی پولی در پردیس‌ها را زیر سؤال برد. همچنین از واقعیت مهمی در نحوه مواجهه مدیریت آموزش‌عالی در ایران با دانشجویان، پرده برداشت و گفت: «فرار مغزها عبارت درستی نیست، فراردهی مغزها درست است.»
این سخنرانی جنجالی در داخل و خارج دانشگاه بازتاب گستره ای داشت.
سایت خبری جماران صحبت‌های او را در ۷ نکته جمع‌بندی کرده‌است:
1. نخست اینکه حال دانشگاه صنعتی شریف خوب نیست و مجموعه سیاست‌های دهه‌های اخیر این دانشگاه را با سرعت بالایی به سمت بی‌کیفیتی برده‌است.
2. دومین نکته‌ای که مهدی گلشنی در این سخنرانی به آن اشاره کرده‌است، رفتارهای غلطی است که مجموعه آموزش‌عالی و دانشگاه‌ها به خصوص آنطور که او می‌گوید دانشگاه شریف با دانشجویان دارد. تا جایی که صراحتاً اعلام می‌کند: «خروجی دانشگاه ما آنقدر بی‌مهارت است که حتی توانایی برقراری ارتباط با جامعه خود را ندارد.» و «فرار مغزها عبارت درستی نیست، فراردهی مغزها درست است. برخی در این کشور و دانشگاه طوری با دانشجو برخورد می‌کنند که جوانان از این کشور فراری می‌شوند.»
3. نکته سوم و مهم در این سخنرانی، رویکردهای غلط در فرایند جذب استادان در دانشگاه است. مهدی گلشنی با انتقاد از یکی از مسئولان دانشگاه می‌گوید: «مشکل دیگر، مردن اخلاق در دانشگاه است. دانشجو معرفی کرده‌ایم با معدل و رزومه فوق‌العاده در دوره ارشد و دکترا که رد شد. چرا؟ زیرا یک نمره ۱۲ در کارنامه لیسانس خودش داشت! در حالی که نبوغ پدیده‌ای است که ممکن است در ارشد یا دکترا بروز پیدا کند. انیشتین در یکی از درس‌های دوره لیسانس افتاده بود!»
4. نکته چهارمی که مهدی گلشنی در سخنرانی خود مطرح می‌کند، مربوط می‌شود به ماجرای تأسیس پردیس‌های دانشگاهی؛ پردیس‌ها از اواسط دهه ۸۰ با رویکرد جذب دانشجویان خارجی تأسیس شدند و اما در ادامه با توجه به اینکه دانشجویان خارجی اقبالی برای حضور در ایران نداشتند این پردیس‌ها تبدیل به محلی برای جذب دانشجویانی شد که در ازای حضور، شهریه بالا پرداخت می‌کنند و همین ابزاری برای کسب درآمد دانشگاه‌ها شد. گلشنی در سخنرانی خود به این مورد نیز اشاره کرده و گفته‌است: «سالها پیش دکتر سهراب‌پور به شورای انقلاب فرهنگی آمد تا از پردیس دفاع کند که من به شدت مخالفت کردم. دانشگاه باید به کار علمی خودش بپردازد نه آنکه یه کسانی که در کنکور قبول نشدند مشغول شوند. چرا شأن دانشگاه را پایین آورده‌ایم به خاطر جذب بودجه؟ استاد عظیم الشأن برق در آن سالها به دانشجویان دولتی خودش گفته‌است که شنبه و یکشنبه کلاسهایمان را برگزار می‌کنیم. این کار را کرده‌است تا از دوشنبه تا آخر هفته به کیش برود و به خاطر ترفیع و درآمد بیشتر وقت خود را صرف دانشجویانی کند که کیفیت مطلوب را ندارند. بعد از آن هم که کلاس‌ها را به داخل پردیس اصلی دانشگاه آوردند.»
5. پنجمین نکته‌ای که رئیس مرکز فلسفه علم در سخنرانی خود مطرح کرده‌است، به بازنشستگی اجباری استادان دانشگاه بر می‌گردد. او گفته‌است: «یکی دیگر از مسائل، عجله در بازنشسته کردن برخی استادان است. استاد فیزیک را بدون ابلاغ قبلی با یک نامه بازنشسته کرده‌اند.»
6. ششمین نکته برمی‌گردد به ماجرای مقاله محوری در دانشگاه و رویکرد غلط در ماجرای جذب نخبگان در مراکز علمی. گلشنی دراین‌باره انتقادات خود را این چنین مطرح کرده‌است: «فارغ التحصیلان ما بازمی‌گردند برای جذب و از او مقاله می‌خواهیم. کدام دانشگاه برتر در دنیا در قدم اول از کسی که یک سال از فارغ‌التحصیلی‌اش گذشته‌است، مقاله می‌خواهد که شما می‌خواهید؟ دانشجوی فیزیک چه مقاله‌ای می‌خواهد ارائه دهد؟ بعد همین آدم‌ها می‌روند استنفورد و پرینستون جذب می‌شوند. استنفورد و پرینستون از متقاضی، مقاله نمی‌خواهد، شما می‌خواهید؟ چرا فراری می‌دهیم این نخبگان را؟» او ادامه داده: «چینی‌ها چند نوبلیست و دانشمند سرشناس در جهان دارند که همه کارهایشان را در آمریکا انجام دادند و برای خود کسی شدند. اما با همه سرشلوغی و ابهت خود سالی دو سه ماه به چین برمی‌گردند تا به پژوهشگران خود در چین کمک کنند.»
7. هفتمین نکته‌ای که گلشنی در رابطه با آن به تحلیل عقب‌ماندگی و احتمال سقوط دانشگاه پرداخته‌است، مربوط به توجه بیش از حد مسئولان به رنکینگ‌ها و توجه به کرسی‌های دانشگاهی غربی است. او گفته‌است: «مسئولین دانشگاه به شدت شیفته اغیار هستند. ببینید در سالهای اخیر چقدر تفاهم‌نامه با دانشگاه‌های دیگر بسته شده‌است؟ با دانشگاه مونیخ تفاهم‌نامه بسته‌اند برای اعزام نیرو جهت دوره‌های مشترک. تمام هزینه‌ها را هم آنها (مونیخ) می‌دهند. چرا؟ مگر عاشق چشم و ابروی ما هستند؟ می‌خواهند نوابغ و نخبه‌های دانشگاه را ببرند.»

آنچه که عقل سلیم حکم می کند این است که دکتر مهدی گلشنی سالها مسئولیت کلان اجرایی و ستادی در کشور داشته اند، لذا ایشان خارج از گود نبوده اند که این نقدها را متوجه نظام آموزش عالی کشور کرده اند! به بیان دیگر خود ایشان در بوجود آمدن وضع فعلی سهم داشته اند! متاسفانه این رویه بدی است که مسئولان و دست اندرکاران کلان، بعد از مدتی منتقد وضع موجود می شوند؛ و آنچنان صحبت می کنند که گویی هیچ نقشی در بوجود آمدن وضع کنونی نداشته اند! پر واضح است که سخنرانی دکتر گلشنی نیز مصداق همین رویه ناصواب است!

## بازنشستگی
تیرماه ۹۷ خبر بازنشستگی مهدی گلشنی از طرف دانشگاه اعلام شد و ابراهیم آزادگان به عنوان جایگزین وی در گروه فلسفه علم معرفی گردید. این خبر واکنش تعدادی از دانشجویان و استادان را در پی داشت، آن‌ها این حکم را بی ارتباط با انتقادات بهمن ۹۶ از رئیس دانشگاه ندانستند.

## برخی از سمت‌های علمی و فرهنگی
- رئیس دانشکده فیزیک دانشگاه صنعتی شریف (از ۱۳۵۲ تا ۱۳۵۴ و از ۱۳۶۶ تا ۱۳۶۸)
- رئیس و بنیان‌گذار گروه «فلسفه علم» دانشگاه صنعتی شریف (از ۱۳۷۴ تا کنون)
- رئیس پژوهشگاه علوم انسانی و مطالعات فرهنگی (از ۱۳۷۲ تا ۱۳۸۸)
- عضو هیئت علمی دانشگاه صنعتی شریف (از ۱۳۴۹)؛ استاد دانشگاه صنعتی شریف (از ۱۳۶۴ تا کنون)
- عضو پیوسته فرهنگستان علوم (از ابتدای تأسیس)
- رئیس گروه علوم پایه فرهنگستان علوم (از ۱۳۶۹ تا ۱۳۷۹)
- سرپرست گروه علوم پایه شورای عالی برنامه‌ریزی (از ۱۳۶۹ تا ۱۳۸۰)
- عضو حقیقی شورای عالی انقلاب فرهنگی (از ۱۳۷۵ تا ۱۴۰۰)
- عضو پیوسته فرهنگستان علوم جمهوری اسلامی ایران
- عضو وابسته ارشد مرکز بین‌المللی فیزیک نظری در تریست ایتالیا (از ۱۳۶۹ تا ۱۳۷۴)
- عضو آکادمی علوم جهان اسلام (از ۱۳۸۱تا کنون)
- عضو انجمن اروپائی علم و الهیات
- عضو انجمن استادان فیزیک آمریکا
- عضو مرکز الهیات و علوم طبیعی (برکلی، آمریکا)
- عضو مؤسس انجمن بین‌المللی علم و دین (کمبریج، بریتانیا)
- داور جایزهٔ تمپلتن[۱۳]

### فارسی
- فیزیک (ترجمه از هالیدی - رزنیک). با همکاری مهندس مقبلی، نشر دانشگاهی، ۱۳۶۴ (برنده کتاب سال ۱۳۷۴).
- قرآن و علوم طبیعت، امیرکبیر، ۱۳۶۴ - نشر مطهر ۱۳۸۰.
- تحلیلی از دیدگاه‌های فلسفی فیزیکدانان معاصر، امیرکبیر، ۱۳۶۹ (برنده کتاب سال).
- از علم سکولار تا علمی دینی، پژوهشگاه علوم انسانی و مطالعات فرهنگی، ۱۳۷۷.
- فیزیک امروز (ترجمه از کتاب اوهانیان). با همکاری مهندس مقبلی، انتشارات خوارزمی، ۱۳۷۸.
- علم و دین و معنویت در آستانه قرن بیست و یکم. پژوهشگاه علوم انسانی و مطالعات فرهنگی، ۱۳۷۹.
- خداباوری و دانشمندان معاصر غربی. کانون اندیشه جوان، ۱۳۹۵.[۱۴]
- آیاعلم می‌تواند دین را نادیده بگیرد؟ (ترجمه به فارسی توسط بتول نجفی، پژوهشگاه علوم انسانی ومطالعات فرهنگی، ۱۳۸۷ش)

### عربی
- القرآن و معرفة الطبیعة (بیروت، دارالاضواء).
- من العلم العلمانی الی العلم الدینی (بیروت، دارالهادی).
- هل العلم یستغنی عن الدین (طهران، مؤسسة الهدی للنشر والتوزیع).

### انگلیسی
- The Holy Qur'an and the Science of Nature (به انگلیسی), Global Publication, New York, 1998
- From Physics to Metaphysics (به انگلیسی), Institute for Humanities and Cultural Studies, Tehran, 1998
- Can Science Dispense with Religion? (به انگلیسی), Institute for Humanities and Cultural Studies, third edition, Tehran, 2004
- Issues in Islam and Science (به انگلیسی), Institute for Humanities and Cultural Studies, Tehran, 2004
- English translation of the first five Chapters of the Qur'an (به انگلیسی), Islamic Propagation Organization, Tehran

## نشان‌ها و افتخارات
- «استاد ممتاز» و «استاد نمونهٔ» دانشگاه صنعتی شریف
- برنده جایزه کتاب سال جمهوری اسلامی ایران (برای ترجمه «فیزیک» هالیدی ـ رزنیک)
- برنده جایزه کتاب سال جمهوری اسلامی ایران (برای «تحلیلی از دیدگاه‌های فلسفی فیزیکدانان معاصر»)
- نشان درجه ۱ دانش از مجمع عمومی فرهنگستان علوم به عنوان استاد برگزیده مراسم بزرگداشت مشترک فرهنگستان‌ها
- چهرهٔ ماندگار عرصهٔ فیزیک در دومین همایش چهره‌های ماندگار (۱۳۸۱)
- برگزیده دومین دوره جایزه علمی علامه طباطبایی بنیاد ملی نخبگان ۱۳۹۱

## بازنشر آثار
آثار فلسفی مهدی گلشنی توسط این سازمان‌ها در ایران بازنشر شده‌است:
- بازنشر اثر مهدی گلشنی در سایت کنسرسیوم محتوای ملی[۱۵]
- بازنشر اثر مهدی گلشنی در سایت مؤسسه فرهنگی و اطلاع‌رسانی تبیان[۱۶]
- بازنشر اثر مهدی گلشنی در سایت مرکز دائرة المعارف بزرگ اسلامی[۱۷]

## دیدگاه‌ها
- پدیده میان رشتگی، گویای رخدادی عمیق در علوم انسانی رایج دنیا و سایر حوزه‌های دانش است. این پدیده تلویحاً موید بن‌بست‌های نظری دانش و نظام طبقه‌بندی علوم مدرن است.[۱۸]
- اگر به سال‌های ابتدایی تمدن اسلامی نگاه کنیم در می‌یابیم که اصلاً اصطلاح علم دینی مطرح نیست؛ زیرا علم را یک وظیفه دینی می‌دانستند و علم‌آموزی و مطالعه طبیعت و غیره را عبادت می‌دانستند.[۱۹]
- مهم‌ترین بخش از فعالیت علمی که جهان‌بینی دانشمند، نقش اساسی در آن ایفا می‌کند، مرحلهٔ تعبیر نظریات علمی است.[۲۰]